# Роти
Ро́ти — селище Світлодарської міської громади Бахмутського району Донецької області, Україна. Населення становить 82 особи (станом на 2001 рік). Селище розташоване на сході Бахмутського району.

## Географія
| Клімат Рот              | Клімат Рот | Клімат Рот | Клімат Рот | Клімат Рот | Клімат Рот | Клімат Рот | Клімат Рот | Клімат Рот | Клімат Рот | Клімат Рот | Клімат Рот | Клімат Рот | Клімат Рот |
| Показник                | Січ.       | Лют.       | Бер.       | Квіт.      | Трав.      | Черв.      | Лип.       | Серп.      | Вер.       | Жовт.      | Лист.      | Груд.      | Рік        |
| Середній максимум, °C   | −3,4       | −2,7       | 2,4        | 13,7       | 20,9       | 24,7       | 26,3       | 25,8       | 19,9       | 11,8       | 4,0        | −0,4       | 11,9       |
| Середня температура, °C | −6,5       | −5,9       | −0,9       | 8,9        | 15,6       | 19,4       | 21,1       | 20,5       | 14,9       | 7,8        | 1,2        | −3         | 7,8        |
| Середній мінімум, °C    | −9,5       | −9,1       | −4,2       | 4,2        | 10,4       | 14,2       | 16,0       | 15,2       | 10,0       | 3,9        | −1,5       | −5,6       | 3,7        |
| Норма опадів, мм        | 47         | 38         | 31         | 39         | 45         | 61         | 55         | 43         | 36         | 33         | 45         | 54         | 527        |
| ----------------------- | ---------- | ---------- | ---------- | ---------- | ---------- | ---------- | ---------- | ---------- | ---------- | ---------- | ---------- | ---------- | ---------- |
| Джерело:                |            |            |            |            |            |            |            |            |            |            |            |            |            |

## Населення
Станом на 1989 рік у селищі проживали 90 осіб, серед них — 40 чоловіків і 50 жінок.
За даними перепису населення 2001 року у селищі проживали 82 особи. Рідною мовою назвали:
| Мова       | Кількість осіб | Відсоток |
| ---------- | -------------- | -------- |
| українська | 58             | 70,73 %  |
| російська  | 24             | 29,27 %  |

## Політика
Голова селищної ради — Козачок Олексій Олексійович, 1972 року народження, вперше обраний у 2009 році. Інтереси громади представляють 20 депутатів селищної ради:
| Партія          | Кількість депутатів | Відсоток |
| --------------- | ------------------- | -------- |
| Партія регіонів | 18                  | 90,00 %  |
| самовисування   | 2                   | 10,00 %  |

## Транспорт
У селищі є вантажно-пасажирська залізнична станція «Роти» (Луганської дирекції Донецької залізниці), сполучення на якій, однак, не здійснюється через війну на сході України.